# Володин, Михаил Геннадьевич
Михаил Геннадьевич Володин (21 сентября 1968, Куйбышев) — советский и российский футболист, вратарь.

## Карьера

### Игрока
Начал заниматься футболом в куйбышевской СДЮШОР «Восход» у Юрия Замятина. В 1988 играл за вторую команду ЦСКА. С 1989 — в «Крыльях Советов». В высшей лиге играл в 1992—1993 за «Крылья», в 1994 — за камышинский «Текстильщик», в 1996—1998 — за тольяттинскую «Ладу» и новороссийский «Черноморец».
25 октября 1996 года в матче 33-го тура против «Балтики» в первом тайме Володин пропустил 3 гола, из-за чего после перерыва его заменил Александр Шульга, которого на 70 минуте удалили за фол последней надежды. Оставшееся время в воротах стоял защитник Максим Деменко.

### Тренера
- В 2008—2009 работал начальником ФК «Росскат» Нефтегорск.
- В 2009—2010 работал детским тренером в «Юните»
- С февраля 2010 тренер вратарей в «Академии футбола имени Юрия Коноплёва».
- В 2011 окончил ВШТ, имеет категорию «D»[3][4].
- С июля 2022 — тренер вратарей в молодёжной команде «Крыльев Советов».